# The Loving Dead
 (novembre 2024).
 (novembre 2024).

The Loving Dead - Number 6, Looping Murdock, Kiff

The Loving Dead est un groupe français de garage rock, aux influences cold-wave créé en 2012 à Marseille.
Les membres fondateurs sont Looping Murdock (chant, guitare), Tyler Durden (basse, chœurs) et Addams Loveless (batterie). Les influences du groupe sont multiples, du punk des années 70 (The Ramones, Clash, Stooges) à la cold wave (Joy Division, The Cure...) en passant par le rock alternatif (Pixies, Sonic Youth...).

## Les débuts
Le groupe est né sur les cendres de Stuff, formation marseillaise de punk/rock qui a sorti un EP ("Hard As A Stuff" en 2009) et un album live ("Live At Lounge" en 2010) avant de se séparer à la suite du départ de son chanteur Scott Benson. Le guitariste, Looping Murdock, le bassiste, Tyler Durden et le batteur Adams Loveless décident de continuer l'aventure en choisissant un style musical se rapprochant plus de la new wave et la cold wave des années 80 tout en conservant une sonorité punk. Les influences des trois membres du groupe (The Ramones, Joy Division, Bowie, Pixies...) se mélangent autour d'une basse omniprésente, une voix de caractère (Looping Murdock prend le micro), une guitare rock et une batterie puissante.
Le groupe sort un premier EP en 2012 sobrement intitulé "The Loving Dead". Il comporte quatre titres dont le single "Plastic Love"qui fera l'objet d'un clip en 2013 produit par Cédric Ciampini, dans lequel apparaissent notamment l'écrivain marseillais Serge Scotto et son fidèle chien Saucisse.
Quelque temps après la sortie du clip et une série de concerts et de festivals dans la région (Phocea Rock à Marseille,, Loco Festival au Jas' Rod, Découverte Sonore à Saint Raphaël...), le batteur Adams Loveless se met en retrait du groupe pour raisons personnelles. Il ne tarde pas à être remplacé en janvier 2014 par Bebs, batteur dans différentes formations de punk HxC marseillaises.

## Hollywood Forever Cemetery: premier album
Le groupe repart sur les routes et commence l'enregistrement de son premier album au Papeeh Studio à Plan-de-Cuques. Pendant cette période, Bebs est de moins en moins présent avec le groupe, accaparé par des situations professionnelles et personnelles complexes. Il enregistre ses parties de batterie pour l'album en une seule journée, Looping Murdock et Tyler Durden se chargent de finaliser le LP qui sort finalement en avril 2017 sous le nom de "Hollywood Forever Cemetery" en hommage au cimetière où sont enterrés, entre autres, Johnny Ramone et Dee Dee Ramone. Il est précédé par le single "Heart Attack"qui sort en février de la même année sur la plateforme Bandcamp.
Bebs quitte définitivement le groupe avant la sortie de l'album fin 2016. Courant 2017, des auditions sont organisées pour trouver un nouveau batteur. Après quelques semaines de recherche, c'est finalement Elder Diguit qui intègre la bande pendant deux mois avant de jeter l'éponge pour s’installer à Paris et essayer de sauver son couple. Le groupe repart à la recherche d'un nouveau batteur et pense avoir trouvé l'homme de la situation en la personne d'un certain Bruno, mais ce dernier est victime d'une soudaine crise d'appendicite le lendemain de son audition et doit renoncer à intégrer le groupe.

## Never Give Up: nouvel EP et multiples changements de batteur
Coup de théâtre en avril 2017 avec le retour de Elder Diguit qui rejoint finalement le groupe après une séparation avec sa copine sur Paris. The Loving Dead entame alors une série de concerts (Marseille, Arles, Montpellier…) et sort un EP ("Never Give Up" en décembre 2017) qui contient des chûtes studio des sessions d’enregistrement de l'album "Hollywood Forever Cemetery"
Mais là encore, la malédiction des batteurs va frapper En septembre 2017 et contre toute attente, Elder Diguit décide une nouvelle fois de quitter le groupe pour faire le point sur sa vie personnelle chamboulée. The Loving Dead ne tarde pas à recruter son quatrième batteur, le vétéran Alban de Korte, qui a joué dans de nombreuses formations marseillaises depuis les années 80, avec qui ils effectueront un seul concert en octobre de la même année au Lollipop Music Store. En effet, Alban a beaucoup de mal à s'intégrer au groupe et l'alchimie ne se fait pas entre les trois membres. Tyler Durden et Looping Murdock décident alors de faire une pause. Ce dernier se consacrant à une éphémère carrière en solo, réalisant quelques concerts seul avec une guitare acoustique.

## Départ de Tyler Durden et pause
Fin 2018, ayant décidé de relancer l'aventure et après quelques semaines de recherches, The Loving Dead engage son cinquième batteur. Aymo rejoint le groupe début 2019 pour se lancer dans une série de concerts dans toute la France (Alès, Marseille, Lille) qui sera interrompue par le départ de Tyler Durden, membre fondateur, qui décide de se mettre en retrait, ne partageant plus la même vision que Looping Murdock sur le devenir du groupe. Tyler Durden aura tout de même participé au tournage du clip « Insecure » qui sort début 2019.
The Loving Dead se mue alors en duo acoustique à deux guitares, deux voix et des samples de batterie autour de Looping Murdock et Aymo. Le groupe est invité sur Radio Zinzine Aix dans l’Emission « Le Peuple d’Orion » qui lui est consacrée entièrement le 3 octobre 2019 pour présenter la nouvelle formation. Looping Murdock et Aymo interpréteront des versions retravaillées et acoustiques des titres du groupe ainsi que deux reprises de David Bowie et des Vaselines.
Découragé par le manque de continuité dans groupe et la crise sanitaire qui touche le monde entier, Looping Murdock décide de mettre en sommeil The Loving Dead en septembre 2020. Le chanteur guitariste rejoint un groupe de reprise, Jass, dans lequel il tient la guitare rythmique et fait les choeurs. La période, peu propice aux concerts, ne leur permet pas de se produire. Mais c’est au sein de Jass que Looping Murdock fait la connaissance du bassiste Kif, qui souhaite de nouveau intégrer un groupe de rock. Né en Roumanie, Kif a été bassiste du groupe Incipient qui a fait des tournées dans tout le pays.

## Reformation et nouvel album
Revigoré par cette nouvelle motivation, Looping Murdock rappelle Aymo et, avec Kif, ils forment un trio qu’ils décident d’appeler The Late Boys pour tourner définitivement la page The Loving Dead. Mais en rejouant les titres de ce dernier, les trois musiciens se mettent finalement d’accord pour reprendre le flambeau et The Loving Dead revient à la vie. Deux singles sortent coup à coup : « Vernon » en 2022 et « The Late Song » en 2023. une série de concerts est engagée (Avignon, Montpellier,, Draguignan…) et la malédiction frappe de nouveau : Aymo, démotivé, décide à son tour de quitter l’aventure. Looping Murdock et Kif ne se démobilisent pas et recrutent rapidement un nouveau batteur, malicieusement surnommé Number 6. Originaire de Belgique, il donne un nouvel élan au groupe et se place derrière les fûts pour les concerts prévus (Violès, Aix-En-Provence, Martigues, Alès…) avec seulement quelques répétitions sous ce format.
Au printemps 2024, The Loving Dead investit le Spaccadula Studio à la Penne-sur-Huveaune pour y enregistrer son deuxième album sous la férule de Fabrizio Acunzo. Entre temps, le groupe fait son retour sur la scène marseillaise avec deux concerts, à L’Intermédiaire et au Lollipop Music Store en octobre et novembre 2024 avant d'entamer une tournée estivale en 2025 entre le France et le Belgique.

## Discographie
- 2025 : Dragoste (album)
- 2023 : The Late Song (single)
- 2022 : Vernon (single)
- 2017 : Never Give Up (EP)
- 2017 : Hollywood Forever Cemetery (album)
- 2017 : Heart Attack (single)
- 2012 : The Loving Dead (EP)

## Membres

### Membres actuels
- Looping Murdock : chant, guitare, clavier, piano
- Kif : basse, clavier, piano, chœurs
- Number 6 : batterie, chœurs

### Membres passés
- Tyler Durden : basse, chœurs (2012 - 2019)
- Addams Loveless : batterie (2012 - 2014)
- Bebs : batterie (2014 - 2017)
- Elder Diguit : batterie (2017)
- Alban de Korte : batterie (2017 - 2018)
- Aymo : batterie (2019 - 2023)